# Raymond Jouve
Pour les articles homonymes, voir Jouve.
Raymond Jouve, né le 10 février 1886 à Cette, est un footballeur français évoluant au poste d'ailier.

## Carrière
Fils d'un cheminot muté à Charenton, Raymond Jouve est avant du club charentonnais du Gallia dès la saison 1902–1903,. C'est sous ce maillot que Jouve remporte le Championnat de France de football USFSA 1905 en marquant de la tête le seul but de la finale face au RC Roubaix,, après avoir été impliqué sur chacun des cinq buts marqués par son équipe en demi-finale,.
Décrit par la presse comme conservant trop le ballon et « trop personnel » – reculant probablement pour ce motif au poste de demi – quoique « très brillant », Jouve est en septembre 1905 de nouveau l'unique buteur, « après d'excellentes combinaisons fort applaudies » par le public madrilène, du Gallia qui tient en échec les Espagnols du Madrid Football Club (1–1), pour le premier match international du futur Real Madrid.
Jouve connaît sa première et unique sélection en équipe de France de football le 22 avril 1906 lors d'un match amical contre l'équipe de Belgique de football. Les Belges s'imposent sur le score de 5–0.
Deux semaines plus tard, il ne peut prendre part à la finale de la coupe Dewar 1906 car il est retenu dans le service d'ordre des élections législatives.
Comptable, Jouve est encore au Gallia en 1909 et 1911, au poste d'arrière.
Rappelé à l'activité au sein de la 1re section de chemins de fer de campagne au déclenchement de la Première Guerre mondiale, il survit au conflit et est libéré du service militaire en 1932.